# Vito Dell'Aquila
Vito Dell'Aquila, född 3 november 2000 i Mesagne, är en italiensk taekwondoutövare. 

## Karriär

### 2017–2019
I juni 2017 tog Dell'Aquila brons i 54 kg-klassen vid VM i Muju. I maj 2018 tog han även brons i 54 kg-klassen vid EM i Kazan. Under 2018 tog Dell'Aquila även brons i 58 kg-klassen vid Grand Prix i Moskva och Grand Prix-finalen i Fujayra.
I maj 2019 tävlade Dell'Aquila i 54 kg-klassen vid VM i Manchester, där han blev utslagen i åttondelsfinalen av sydkoreanske Bae Jun-seo. Under 2019 tog Dell'Aquila brons i 58 kg-klassen vid Grand Prix i Chiba och Sofia samt guld vid Grand Prix-finalen i Moskva.

### 2021–2023
I juli 2021 tog Dell'Aquila guld i 58 kg-klassen vid OS i Tokyo efter att ha besegrat tunisiske Mohamed Khalil Jendoubi i finalen. I maj 2022 tog han brons i 58 kg-klassen vid EM i Manchester. I november 2022 tog Dell'Aquila guld i 58 kg-klassen vid VM i Guadalajara efter att ha besegrat sydkoreanske Jang Jun i finalen. Under 2022 tog han även brons i 58 kg-klassen vid Grand Prix i Manchester.
I maj 2023 tävlade Dell'Aquila i 58 kg-klassen vid VM i Baku, där han blev utslagen i kvartsfinalen av jordanske Mahmoud Al-Taryreh. Under 2023 tog Dell'Aquila guld i 58 kg-klassen vid Grand Prix-finalen i Manchester.

### 2024–
I maj 2024 tog Dell'Aquila sitt första EM-guld i 58 kg-klassen vid EM i Belgrad efter att ha besegrat serbiske Lev Korneev i finalen.